# Punk Rock Inoxidable
Punk Rock Inoxidable es una banda costarricense fundada en San José, Costa Rica a finales del año 2019, integrada actualmente por Japa Porras en la voz y guitarra, Albin Méndez en el bajo eléctrico y coros junto con Norman Alpízar en la batería y coros.
Se caracterizan por mezclar diversas influencias en su música, desde Punk hasta Rock, Reggae, Grunge, Hardcore Punk y Ska. 
El grupo ha llevado su música a El Salvador, Guatemala, Panamá y México. 
Han trabajado con Marcos Monnerat en los estudios Stereo Ratt produciendo 2 álbumes hasta el momento. Además han compartido el escenario con grupos internacionales de Punk como Arroz Kon Poroto, Kaotiko, Boikot.

## Historia
Fundada a finales de 2019 por Japa Porras en la guitarra, Leonardo Castro Marenco en el bajo, y Norman Alpízar en la batería y coros, la banda se ha convertido en una leyenda en Costa Rica.

## 2020
Inoxidable consolidó su propuesta en 2020 al lanzar su primer LP, Ahora, compuesto por 13 temas originales y producido por Marcos Monnerat en los estudios Stereo Ratt. A pesar de los desafíos presentados por la pandemia, el álbum vio la luz el 10 de julio de 2020 y está disponible en todas las plataformas digitales.
Como parte de la promoción de su material, Inoxidable lanzó 2 videos oficiales, destacando su propuesta visual y musical. El primero, A Otro Lugar, presentado oficialmente el 20 de noviembre de 2020, fue seguido por Espíritu Joven, estrenado el 31 de enero de 2021.

## 2022
La banda realizó su primera gira internacional en mayo de 2022, participó en el festival Punk Latino en El Salvador y Guatemala, representando con orgullo a Costa Rica. A pesar de los desafíos, Inoxidable continuó trabajando en nuevo material y llevando su música a niveles nacionales e internacionales.

## 2023
Con una nueva alineación que incluye a Albin Mendez como bajista y corista, y Andrey Porras además de Norman Alpízar, la banda lanza su tercer video con el tema "El Llamado Inoxidable", lanzado con tomas de su gira del 2023 en tierras panameñas.

## 2024
Inoxidable realiza su primer gira por tierras aztecas, presentándose el 13 de enero en el Foro Moctezuma, compartiendo tarima con la banda mexicana NiFuNiFa y con los españoles de Kaotiko. Al regresar a Costa Rica la agrupación prepara el lanzamiento de su nuevo material titulado Soy Guerra, para terminar el año con su segunda gira por México, en Diciembre, gira llamada SOY GUERRA, promocionando su nuevo material donde se presentan en la Ciudad de México y en Guadalajara en el concierto de la banda española Boikot.

## Miembros
- Voz, Guitarra: Andrey Porras (Japa)
- Bajo, Coros: Albin Méndez (Negro Mendez)
- Batería, Coros : Norman Alpízar (Normix)

## Discografía

### Álbumes
- Ahora (2020)
- Soy Guerra (2024-2025)